# Phyllopodopsyllus mielkei
Phyllopodopsyllus mielkei är en kräftdjursart som beskrevs av Kunz 1984. Phyllopodopsyllus mielkei ingår i släktet Phyllopodopsyllus och familjen Tetragonicipitidae.

## Underarter
Arten delas in i följande underarter:
- P. m. californicus
- P. m. mielkei